# Залман Нехемія Гольдберг
Залман Нехемія Гольдберг (івр. זלמן נחמיה גולדברג; 
21 січня 1931, Мінськ, Білоруська РСР — 20 серпня 2020, Єрусалим, Ізраїль) — ізраїльський рабин, посек і рош-єшива (голова єшиви, в його випадку декількох). Великий галахічний авторитет, активно займався питаннями на стику Тори і сучасного життя, в тому числі медичними, лектор, головний суддя Вищого рабинського суду в Єрусалимі. Відомий також своїми сміхами. Зять рабина Шломо Залмана Ойєрбаха.
Разом з рабином Мордехаєм Віллігом підготував документ Рабинської ради Америки, покликаний спростити розірвання єврейського релігійного шлюбу і не допустити того, щоб колишня дружина залишалася в статусі агуна в тих випадках, коли чоловік не погоджується дати їй гет.
Залман Нехемія Гольдберг був рош-єшивою як Садигурської хасидської єшиви, так і Єрусалимського технологічного коледжу (Махон Лев) і очолював Інститут вищого вивчення Галахи (Махон Хюн Ха'халача) в Єрусалимі. Він багато читав лекції в Хабадському Єшиваті Торат Емет Єрусалиму з питань єврейського права.
У листопаді 2009 року написав позитивний відгук на книгу рабина Іцхака Шапіра «Королівська Тора», але потім відкликав його через неприйнятний зміст книги.